# Hibiscus gagnepainii
Hibiscus gagnepainii är en malvaväxtart som beskrevs av Van Borss. Waalk.. Hibiscus gagnepainii ingår i Hibiskussläktet som ingår i familjen malvaväxter. Inga underarter finns listade i Catalogue of Life.